# Botiga d'ultramarins

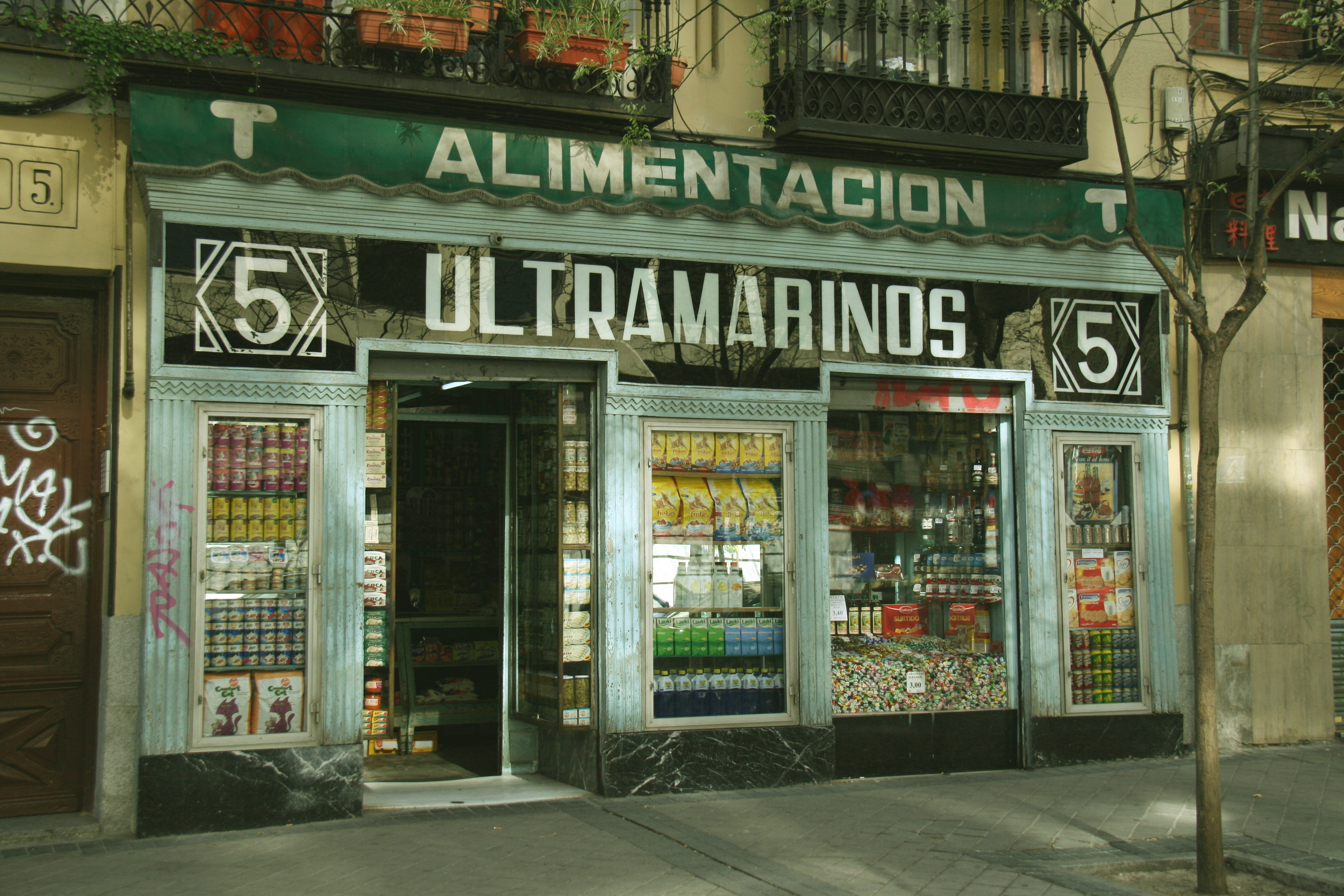
Botiga d'ultramarins

Una botiga de queviures o botiga d'ultramarins és un establiment comercial que ven principalment productes alimentaris, tant frescos que es despatxen generalment a «granel», al pes, etc., com menjar envasat en pots, escabetxos, etc. L'oferta d'aquestes minibotigues és molt limitada: llet, ous, pa, llaunes de conserva, etc. Aquests establiments es caracteritzen pel fet que tenen un o diversos taulells (els tradicionals solen ser de marbre blanc), darrere els quals hi ha el venedor (o venedors). Normalment són locals petits, foscos i amb un aspecte més de magatzem que de botiga. La paraula «ultramarí» prové del fet que els productes que abans es venien en aquestes botigues solien procedir de territoris d'«Ultramar», per indicar d'aquesta manera que eren productes d'importació. Avui dia es considera una botiga, en el sentit més tradicional. No solen tenir una especialització en un únic tipus de producte, i això es diferencien de les fruiteries o carnisseries, tot i que en aquest tipus d'establiment es pot comprar fruita, verdura, carn, formatge o embotit. Les botigues de queviures tenen un fort competidor en els supermercats, que solen vendre en la majoria dels casos a preus més barats. Aquests establiments que generalment eren d'economia familiar, i que a poc a poc van desapareixent, ofereixen als seus clients un tracte més personalitzat.

## Instruments

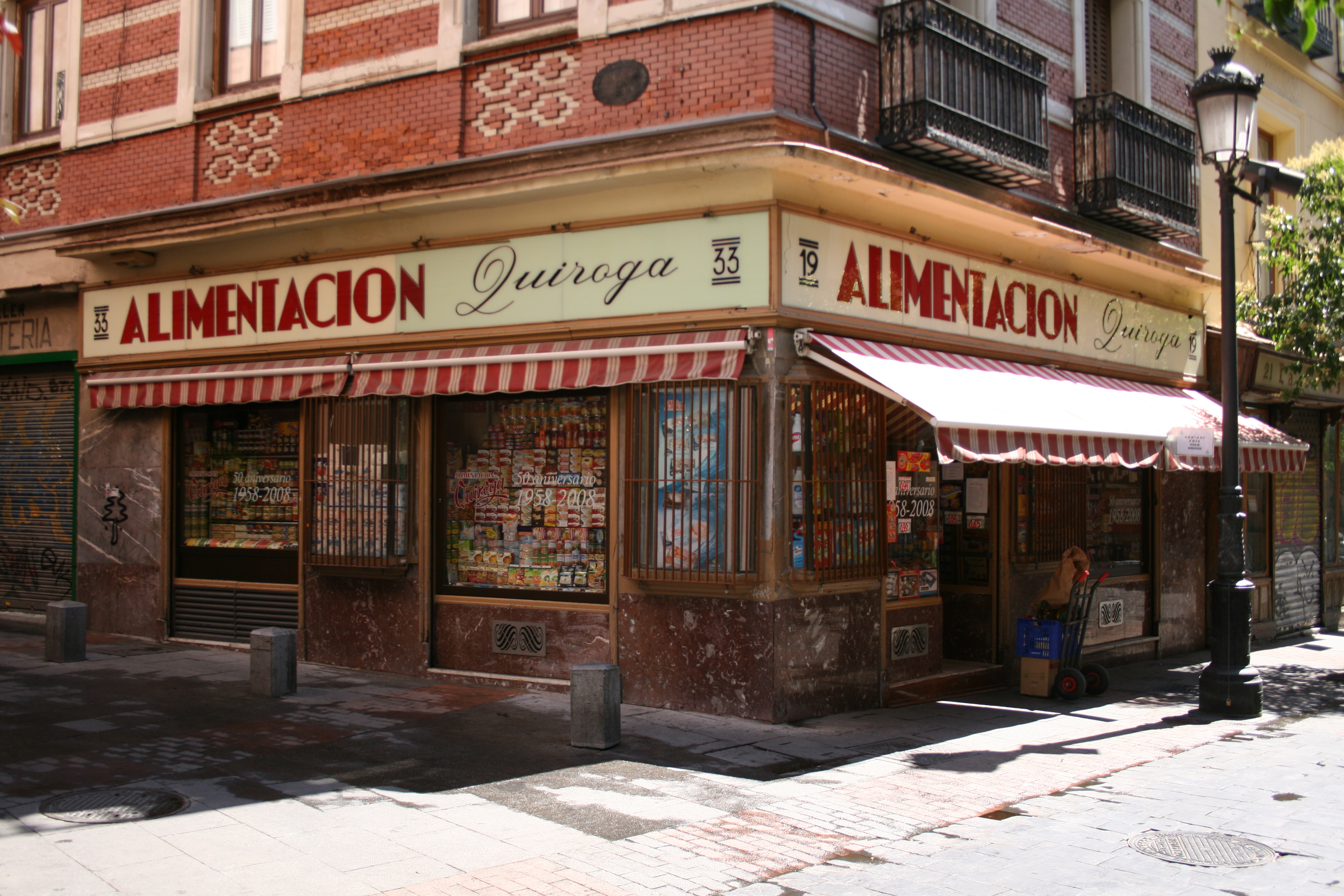
Una botiga de queviures a Madrid

Hi sol haver instruments per mesurar el granel com poden ser: sopes liofilitzades, llegums diversos, llet en pols, salaons diversos, etc. Alguns instruments per poder servir i distribuir les porcions d'aliments són característics de les botigues d'ultramarins, un dels instruments més comuns dels quals és la balança, per fer pesades (més tradicional era la balança romana); també hi sol haver la guillotina per tallar bacallà en salaó, molinets de cafè, mesuradors d'oli a granel, etc.

## Horaris

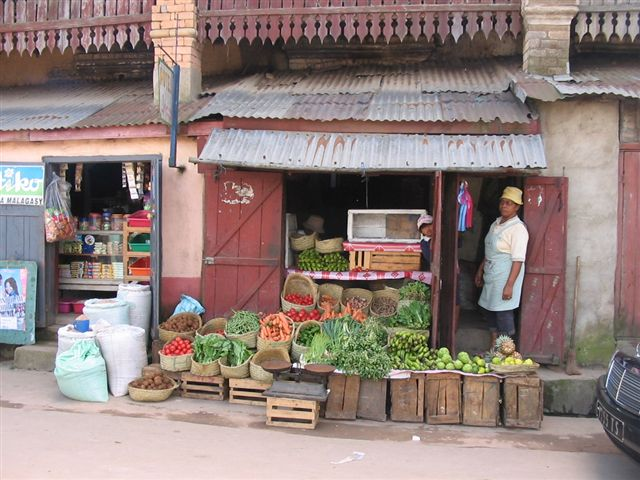
Botiga de queviures a Anjozorobe (Madagascar).

Els horaris comercials d'aquests establiments depenen de les normes d'obertura de locals comercials, i en general no obren ni diumenges ni festius. En molts casos les botigues d'ultramarins estan ubicades a barris on se sol allargar l'horari comercial a fi de poder atendre la clientela que treballa i que torna dels seus llocs de treball.

## Costums

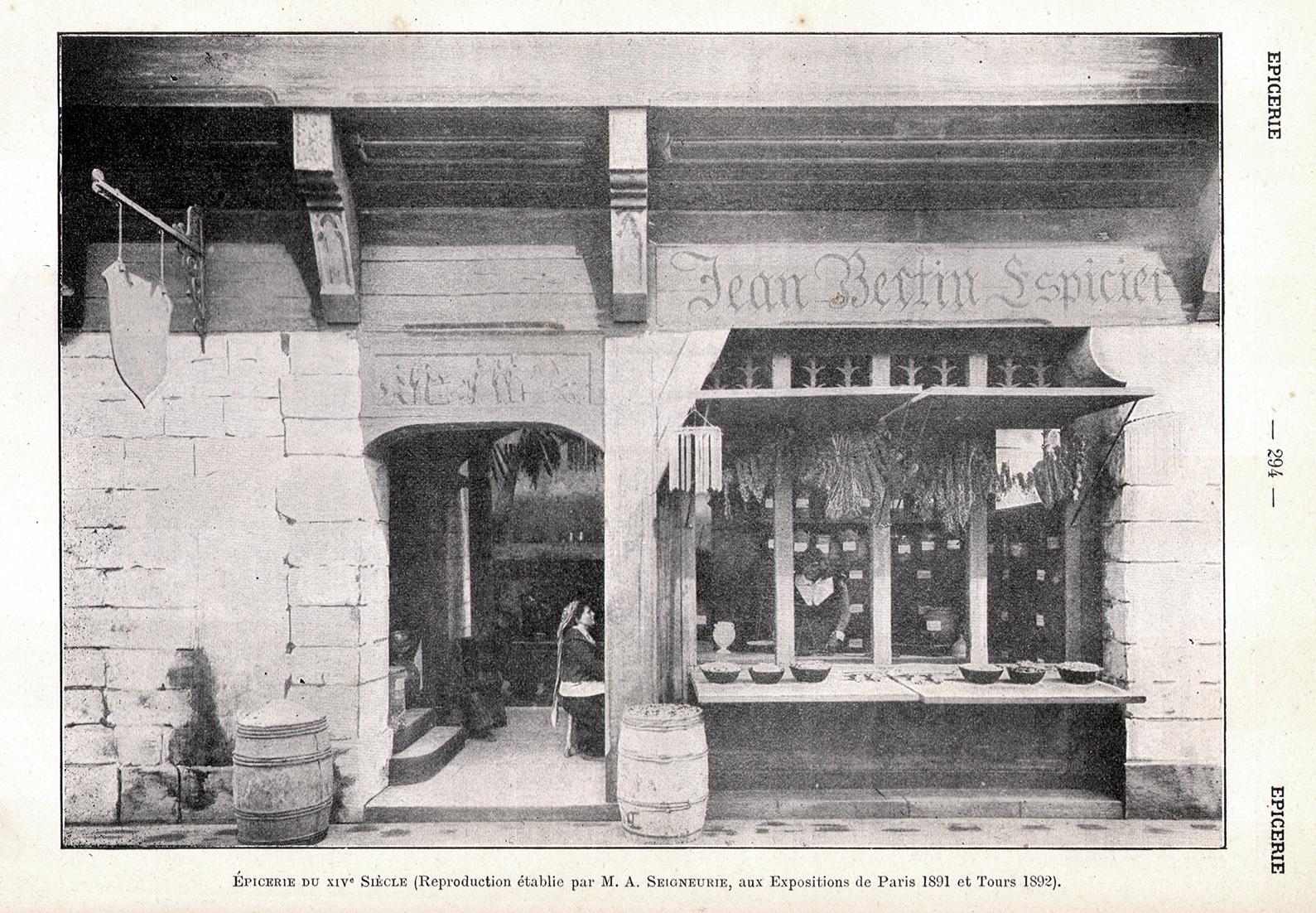
Una botiga de queviures del.

A Catalunya, és costum «demanar tanda» quan s'accedeix a aquests locals per a establir un torn d'espera, ja que no hi sol haver una cua físicament establerta, i la tanda es demana als clients que s'esperen amb la típica frase: Qui és l'últim/a?, la persona afectada respon i el que acaba d'entrar roman aleshores atent a l'arribada del següent client.

## Curiositats
- Al Museu Etnogràfic Extremeny González Santana, situat al Castell d'Olivenza (Badajoz), es pot veure una botiga d'ultramarins amb tots els seus elements de mesura.
- A la vinyeta còmica de 13, Rue del Percebe d'Ibáñez apareix una botiga d'ultramarins que pertany al senyor Senén, que sempre està intentant enganyar els seus clients amb paranys molt estrambòtics.